# ارنا بورگر
ارنا بورگر (آلمانی: Erna Bürger؛ ۲۶ ژوئیه ۱۹۰۹ – ۲۱ ژوئن ۱۹۵۸) ژیمناست هنری اهل آلمان بود.
وی در مسابقات کشوری و بین‌المللی در مجموع برندهٔ ۱ مدال طلا شده‌است.